# هایمزهایم

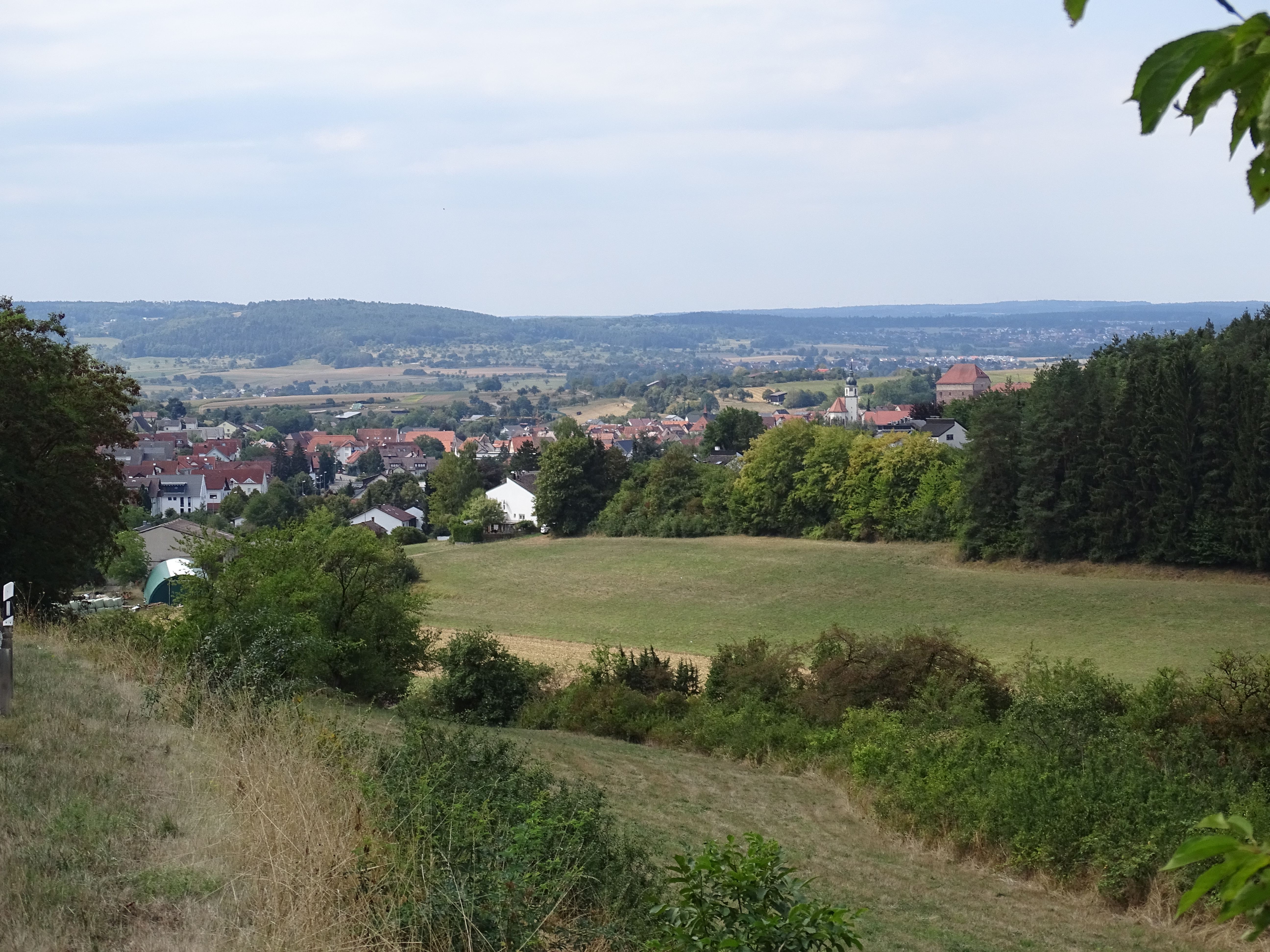

شهر هایمزهایمدر ایالت بادن-وورتمبرگ در کشور آلمان واقع شده‌است.